# Albert Michelson
Albert Abraham Michelson (Strzelno (Posen), 19 december 1852 – Pasadena (Californië), 9 mei 1931) was een in Pruisen, in het tegenwoordige Polen geboren Amerikaans natuurkundige die vooral bekend werd door zijn werk aan de meting van de lichtsnelheid, met een experimentele interferometer, en in het bijzonder door het Michelson-Morley-experiment.

## Biografie
Michelson werd geboren in een joods gezin. Op driejarige leeftijd emigreerde hij met zijn ouders, Samuel en Rosalie Przlubska Michelson naar de Verenigde Staten. Hij groeide op in de goudmijnsteden van Murphys Camp, Californië en Virginia City, waar zijn vader handelaar was. Tijdens zijn middelbareschooljaren verbleef hij bij zijn tante, Henriette Levy – de moeder van schrijfster Harriet Lane Levy.
In 1869 verkreeg hij van president Ulysses S. Grant een speciale aanstelling bij de United States Naval Academy. Gedurende zijn vier jaren als adelborst aan de academie excelleerde Michelson in optica, warmte, klimatologie en tekenkunst. Na zijn afstuderen in 1873 en na twee jaar op zee keerde hij in 1875 terug naar de marine-academie. Tot 1879 was hij er instructeur in de natuur- en scheikunde, waarna hij gestationeerd werd op de Nautical Almanac Office in Washington D.C. (onderdeel van de United States Naval Observatory) om te werken met Simon Newcomb.
Het jaar daarop verkreeg hij een sabbatsjaar om zijn studie voort te zetten in Europa. Zo bezocht hij er de universiteiten van Berlijn en Heidelberg, het Collège de France en de École Polytechnique in Parijs. Na twee jaar Europa keerde hij terug naar de Verenigde Staten, nam ontslag bij de marine en accepteerde een positie als universitair docent bij de Case Western Reserve University in Cleveland. In 1883 werd hij er benoemd tot hoogleraar natuurkunde, van 1889 tot 1892 was hij hoogleraar aan Clark University in Worcester en van 1892 tot 1929 hoogleraar en eerste hoofd van de faculteit fysica van de pas opgerichte Universiteit van Chicago.

## Werk
Michelsons onderzoekingen liggen voornamelijk op het gebied van het licht en de optica. Reeds als officier bij de Amerikaanse marine begon hij aan een proces om de lichtsnelheid nauwkeurig te meten. Om dit te bereiken verbeterde hij de roterende spiegelmethode van de Franse fysicus Léon Foucault. Tussen de Californische bergen Mount Wilson en Mount San Antonio wist hij de snelheid van het licht te bepalen op 299.798 km/s.
Samen met Edward Morley voerde Michelson in 1887 in Cleveland (Ohio) een ingenieus experiment uit om de snelheid van de aarde te meten ten opzichte van de ether – een hypothetisch medium waarvan men dacht dat licht zich erin voortplantte. Met behulp van een door hem ontworpen interferometer, de Michelson-interferometer, werd een lichtbundel in twee stralen gesplitst. Via spiegels werden de stralen in loodrechte hoeken ten opzichte van elkaar af bewogen en weer op een bepaald punt samengebracht.
De gedachte achter dit experiment was dat als de aarde relatief beweegt ten opzichte van de ether de snelheden van de twee lichtstralen van elkaar zullen gaan verschillen en een interferentiepatroon van lichte en donkere patronen zichtbaar zal zijn. Met het Michelson-Morley-experiment werd dit verschil niet gevonden, ofwel ze hadden ontdekt dat de lichtsnelheid in alle richtingen hetzelfde is – de beweging van de aarde had geen effect op de snelheid van het licht. Dit maakte de weg vrij voor de speciale relativiteitstheorie van Einstein.
In 1913 was Michelson in het Yerkes-observatorium begonnen de aardgetijden te meten om te onderzoeken of de maan en de zon invloed hadden op de veerkracht van de aarde. De meeste wetenschappers dachten dat de aarde zo stijf en elastisch was als ijzer. Met zijn metingen kon Michelson de vastheid en flexibiliteit van de aarde vaststellen en concludeerde hij dat de aarde van binnen vloeibaar of semivloeibaar was en een dunne, relatief harde korst had. Gebruikmakend van een zes-meter interferometer, die verbonden was met een telescoop, slaagde hij in 1920 samen met Francis Pease erin de schijnbare (hoek-)diameter van Betelgeuze te meten; een eerste substantieel nauwkeurige meting van een andere ster dan de zon.

## Erkenning
Michelson was de eerste Amerikaan die werd onderscheiden met de Nobelprijs voor Natuurkunde (1907) voor zijn optische precisie-instrumenten en voor de met behulp daarvan uitgevoerde spectroscopische en metrologische onderzoekingen. In hetzelfde jaar kreeg hij de Copley Medal. Daarvoor in 1888 ontving hij al de Rumford-Prijs en in 1903 de Matteucci Medal. Verder werd hij onderscheiden met de Elliott Cresson Medal (1912), de Henry Draper Medal (1916), de Benjamin Franklin Medal (1923), de Duddell Medal (1929) en de gouden medaille van de Royal Astronomical Society in 1923.
Michelson was lid van de Royal Society, de National Academy of Sciences, de American Physical Society (APS) en de American Association for the Advancement of Science (AAAS).
Tevens was hij een van de eerste wetenschappers die propageerde om de lengte van de internationale meter te baseren op de golflengte van de spectraallijn van cadmium, hetgeen in 1960 zou gebeuren. Michelson is ook de man die een mechanisch apparaat uitvond voor het maken van fourieranalyses: de Harmonic Analyzer. Eind jaren negentig van de negentiende eeuw bouwde hij de eerste prototypes van deze Harmonic Analyzer, die rond de eeuwwisseling werd gecommercialiseerd.